# 鴨池大橋
鴨池大橋（かもいけおおはし）は、2003年10月1日に開通した神奈川県横浜市緑区と都筑区の鶴見川に架かる橋梁。鴨居地区の中心部を突き抜けるJR横浜線、および沿線の道路と鶴見川をまたぎ、緑区鴨居町・竹山・神奈川区羽沢町方面と都筑区池辺町方面を結ぶ自動車・歩行者用の橋である。

## 概要
横浜市の幹線道路計画上の都市計画道路鴨居上飯田線の一部である。橋梁部分における全体の延長は約455m、幅員は約18〜32m。道路部分は片側二車線の車道、および歩道からなる。鶴見川をまたぐ部分はアーチ橋の構造となっており、この部分は延長約130m、高さ約20mで後述のように周辺からの景観がよく、また橋梁上からの眺めもよい。全体としては複数の構造を持つ橋である（諸元は道路局資料による）。
橋梁上には横浜市営バスの「鴨池大橋」バス停があり、橋の開通後にここを経由するバス路線が新設されている。バス停のそばには自転車も乗ることができるエレベーターが設置されており、利用者の便宜が図られている。橋梁からエレベーターを降りるとJR横浜線鴨居駅までは徒歩数分である。しかし、シンドラーエレベーター社の不祥事直後の2006年6月16日、同社製であるエレベーター内に閉じ込め事故があり、その後利用停止となっていたが、同年8月現在は使用可能である。
橋の名前は橋の属する都筑区、緑区から公募された。また、すぐ下流側に古くからある人道橋は鴨池橋（鴨池人道橋）という。いずれも「鴨居」と「池辺町」に因むもので、同じ都筑区内の4キロメートルほど北にある「鴨池公園」とは関係ない。晴れた日には鴨池橋からこの橋のアーチを通して富士山を望むことができる。この鴨池橋からの景観は関東の富士見百景のひとつに選ばれている。
橋梁下の土地は駐輪場や自治会館などとして利用されている。

## 建設
橋の架設事業は1988年（昭和63年）から開始され、完成・供用開始は2003年（平成15年）度。工事期間は実に16年間と長い工期をかけた橋である。1990年代中ごろには橋脚部分のみは既に完成していたが、その後本格的な架橋が始まるまで10年程度放置されていた。

## 周辺道路など
鴨居側の周辺道路は古くから慢性的な激しい渋滞に悩まされている。これは鶴見川およびJR横浜線を越えて都筑区側へ渡る橋が少なく、渡るには鶴見川上流側約2kmの中原街道か下流側約2kmの横浜上麻生道路（県道12号）を利用するしかなかったためと考えられる。
都筑区池辺町には産業道路や工場がある関係で、神奈川区羽沢町にあるJR貨物横浜羽沢駅から物資を輸送しているが、同橋梁が完成する以前は、池辺町方面へは迂回ルートをとる必要があった。しかし、同橋梁の完成により迂回をせずに池辺町方面へアクセスできるようになり、非常に便利になった。
橋から北側に続く道路は、横浜上麻生道路（県道140号川崎町田線との重複部分）の藪下交差点を越えて中原街道の山王前交差点までつながっている。この付近はららぽーと横浜がオープンするにあたり整備されており、2007年3月8日には東側にもう一本北側へ伸びて横浜上麻生道路との交差点まで接続する道路が開通している。 
南側約500m先の緑区竹山付近でも、将来開通が計画されている都市計画道路山下長津田線（幅員22mの幹線道路）と交差接続する予定である。これが完成すれば現在も依然続く鴨居駅南口前から橋梁下を通る道路の渋滞が緩和されると見られており、既にこの橋梁下の道路と接続するために両車線に側道が設けられている。この側道は2008年4月頃まで東側の一本のみの供用だった。

## ギャラリー

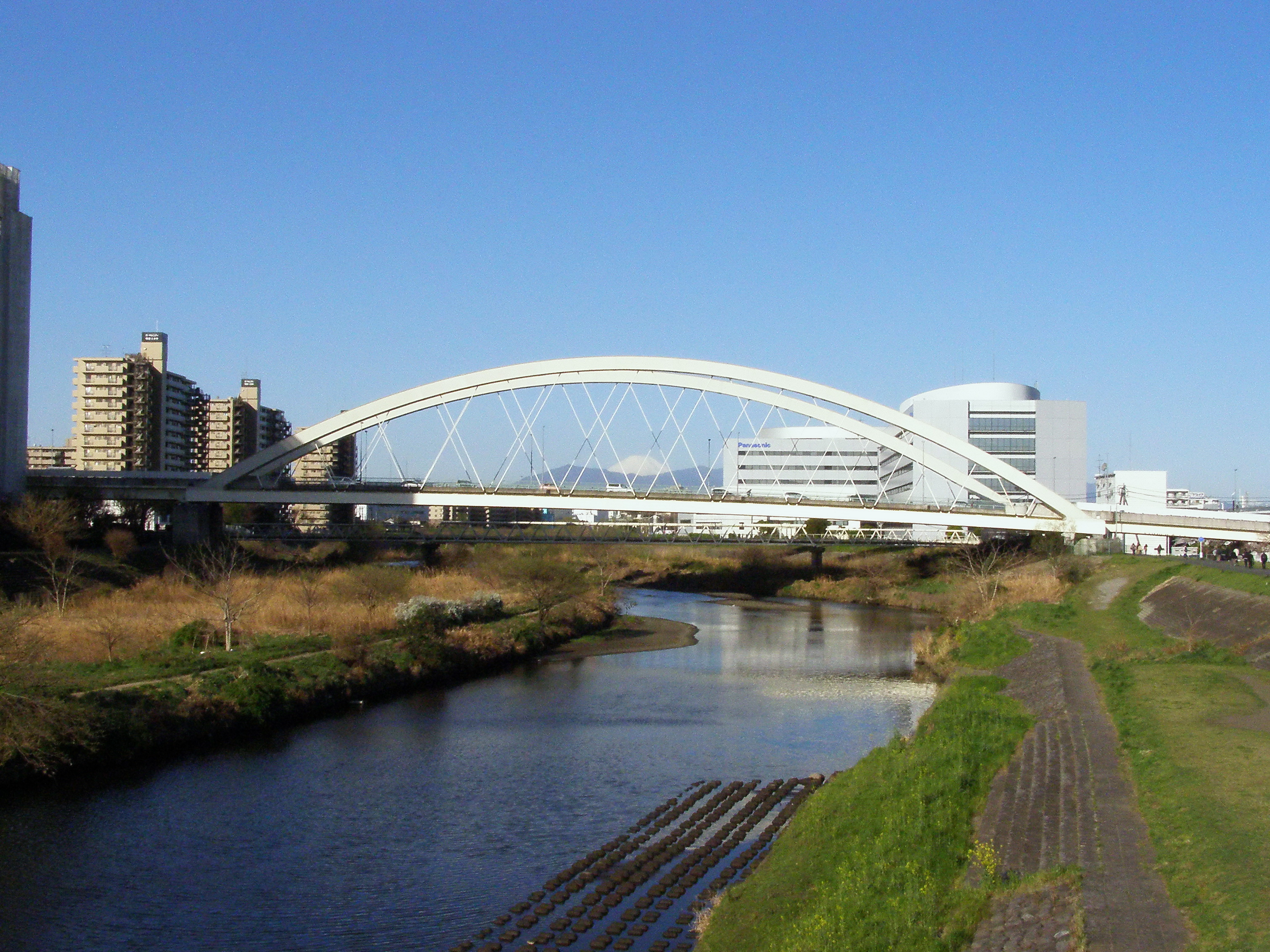
アーチの中に大山・丹沢山、その肩越しに雪化粧の富士山を望む
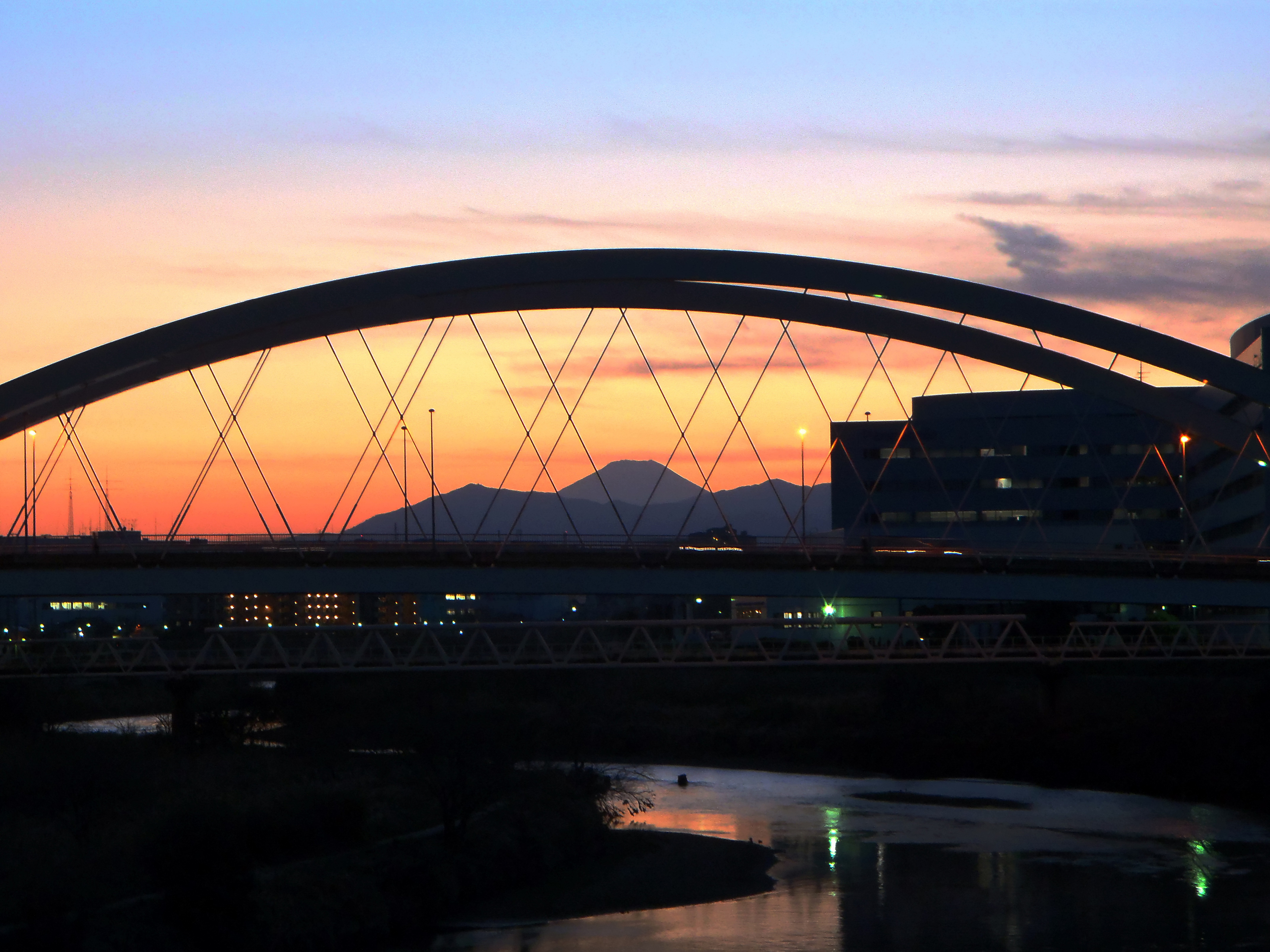
アーチ橋と夕刻の風景
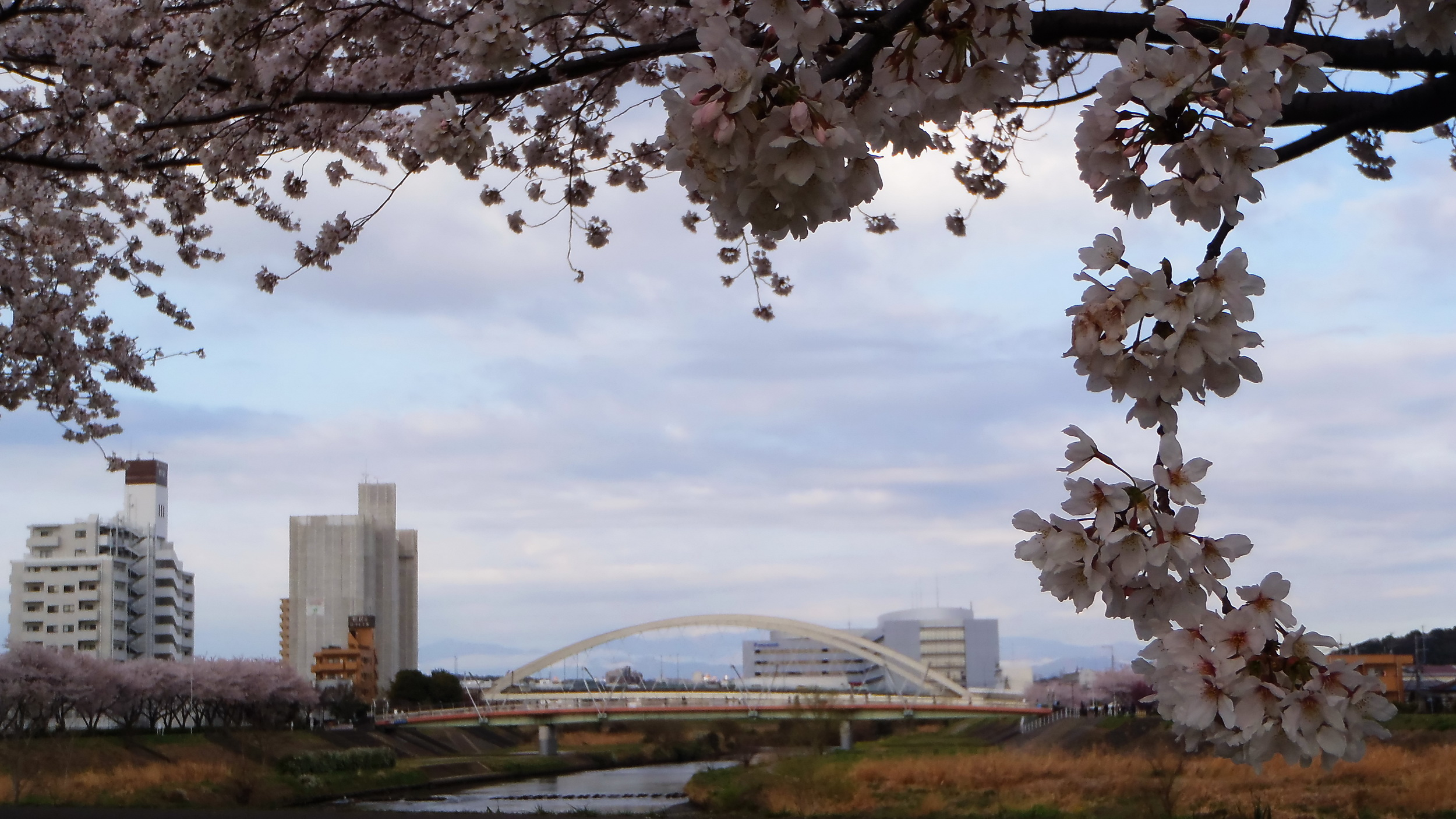
周辺の堤防には約90本の桜が植えられており、本橋の春の風景を彩る
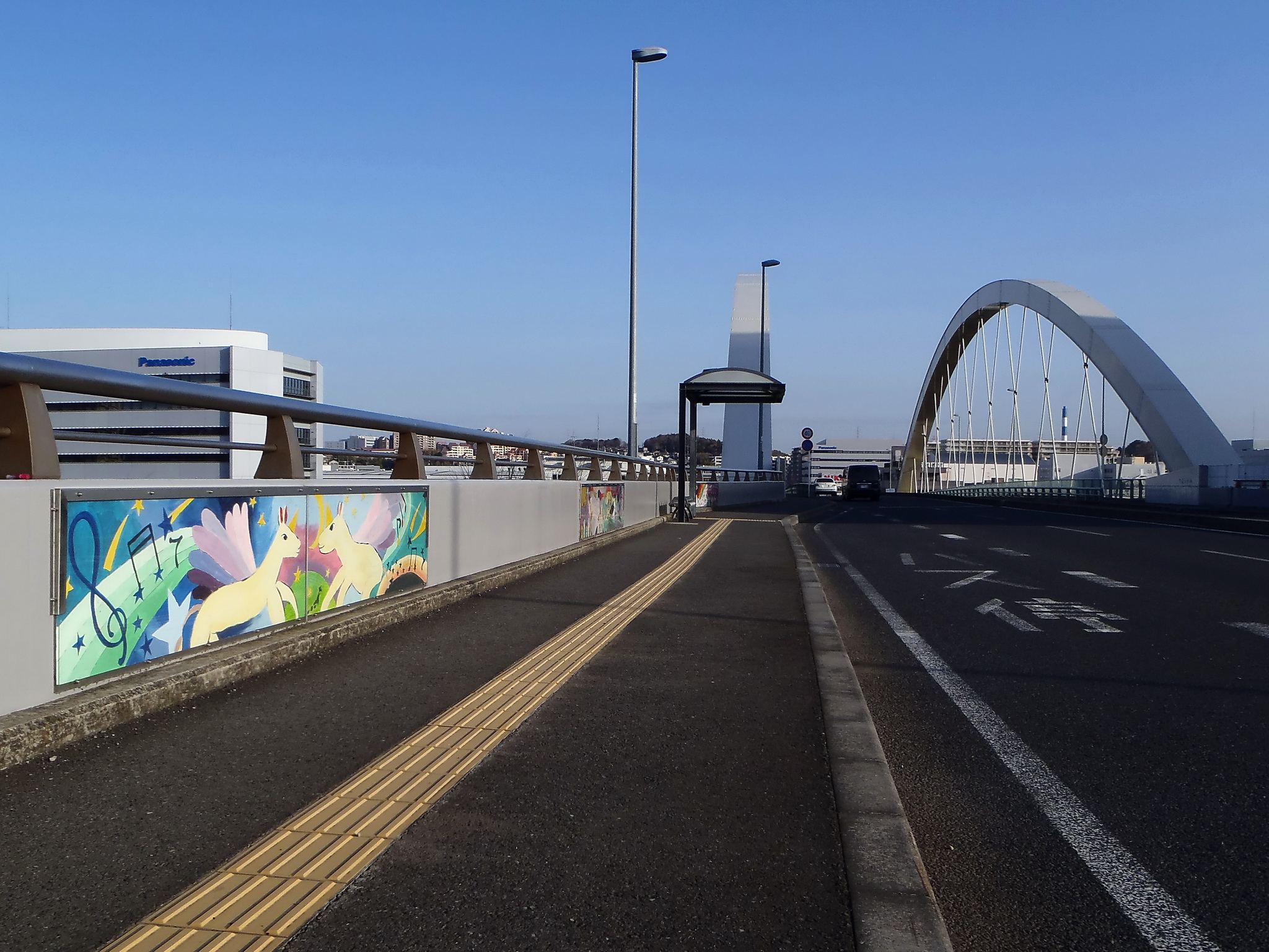
橋梁上にあるバス停（欄干の絵は2013年に近隣の鴨居小学校が製作した）
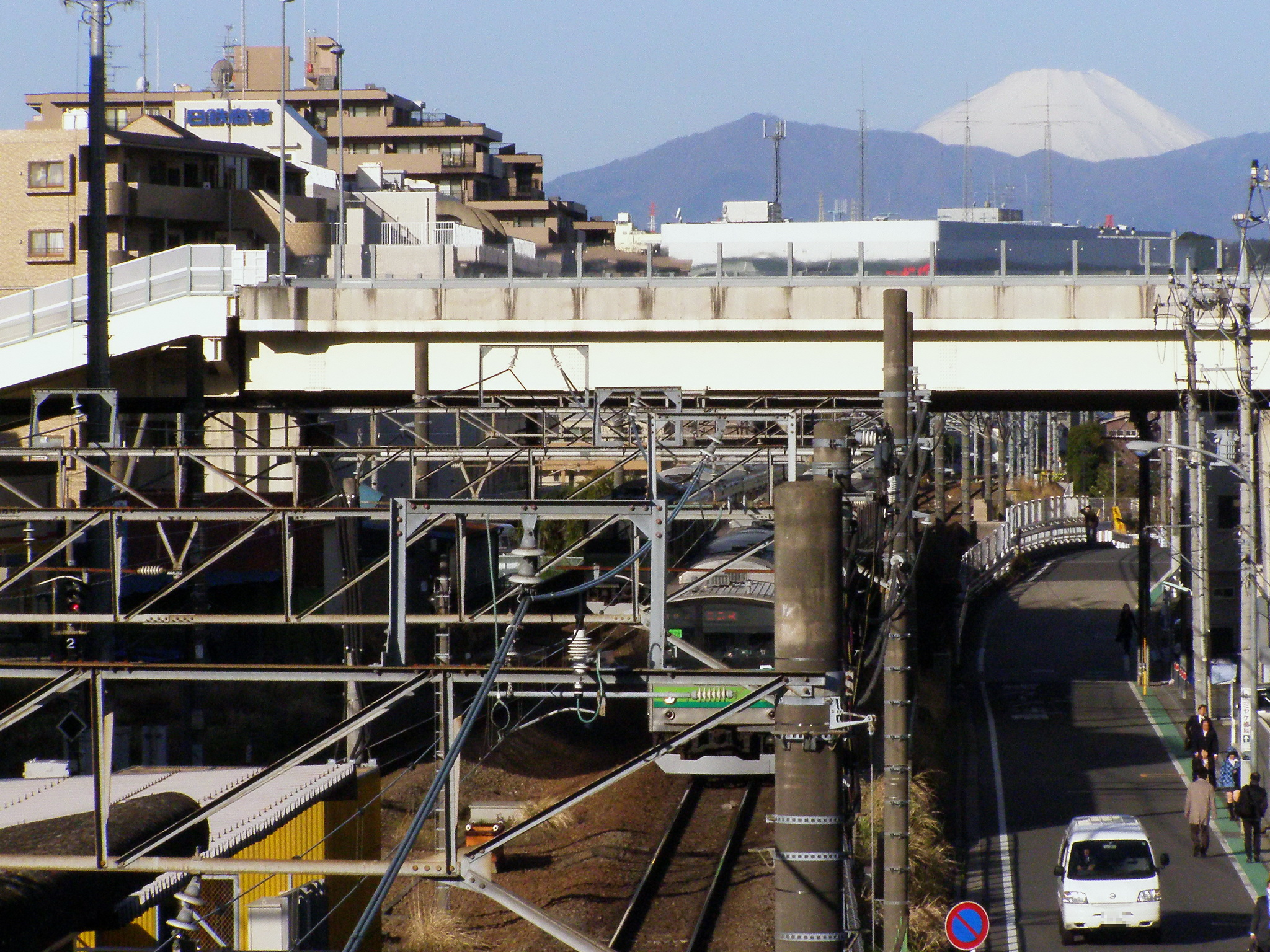
横浜線跨線橋部（この部分は普通のPC橋である）
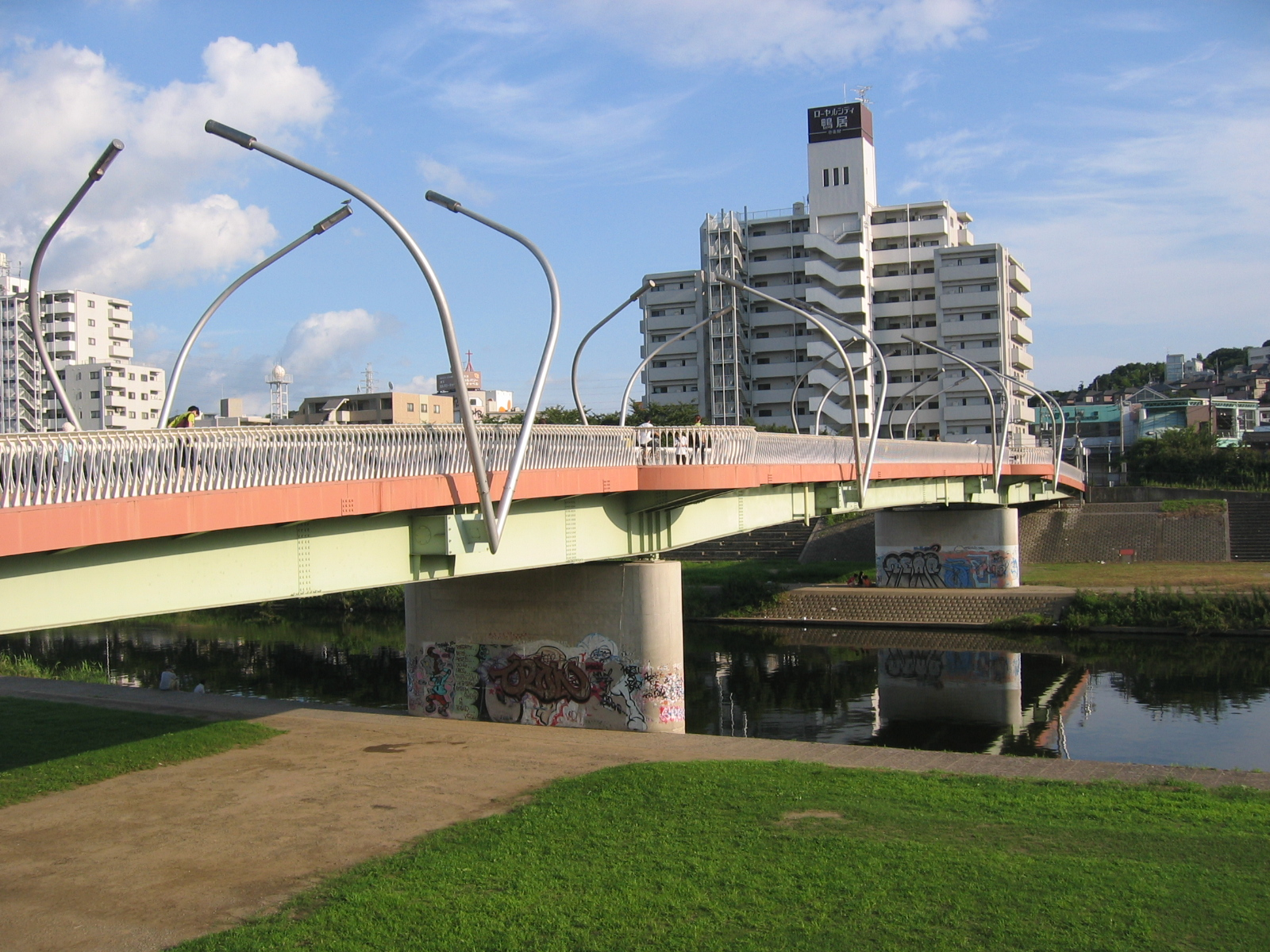
鶴見川下流にある鴨池人道橋